# Lords of the Fallen (jogo eletrônico de 2023)
Lords of the Fallen é um RPG de ação desenvolvido pela Hexworks e publicado pela CI Games. É o sucessor do Lords of the Fallen de 2014, o jogo foi lançado para PlayStation 5, Windows e Xbox Series X/S em 13 de outubro de 2023. Recebeu críticas positivas e mistas dos críticos e vendeu mais de um milhão de unidades dez dias depois do seu lançamento.

## Jogabilidade
Lords of the Fallen é um videogame RPG de ação jogado em uma perspectiva de terceira pessoa . Assim como seu antecessor, os jogadores podem usar armas brancas e magia para derrotar os inimigos, e a jogabilidade e o sistema de combate do jogo adotaram elementos dos jogos Soulslike . A campanha do jogo também pode ser concluída em modo cooperativo com outro jogador. O jogo também apresenta um modo multijogador jogador contra jogador .
No início do jogo, os jogadores podem criar e personalizar seu próprio avatar e escolher uma das nove classes de personagens. O jogo se passa em um mundo interconectado, várias vezes maior que o do jogo de 2014. Neste jogo, dois mundos estão dispostos um em cima do outro. O mundo de Axiom é o reino dos vivos, mas os jogadores podem usar uma lanterna mágica para acessar Umbral, o reino dos mortos. Apesar de compartilharem o mesmo espaço físico, uma área inacessível em um reino pode ser alcançada visitando o outro reino. Quando o jogador for morto, ele será transportado para Umbral onde deverá retornar para Axiom e recuperar pontos de experiência perdidos. Quando o jogador é morto no reino Umbral, ele reaparecerá em seu último ponto de salvamento e perderá seus XPs não gastos. Os savepoints são poucos e raros em cada região, embora os jogadores possam criar seus próprios savepoints usando materiais coletados de monstros Umbral.

## Desenvolvimento/Lançamento
Em dezembro de 2014, Tomasz Gop, produtor executivo de Lords of the Fallen (2014), confirmou o desenvolvimento de uma sequência, Lords of the Fallen 2 . Em maio de 2015, a CI Games anunciou que o jogo seria lançado em 2017, e confirmou que a Deck13 Interactive, desenvolvedora líder do primeiro jogo, não estaria envolvida. Gop revelou em 2017 que o jogo passou dois anos em fase de conceito e que a CI Games reduziu significativamente a equipe de desenvolvimento e reduziu o escopo do jogo após o decepcionante lançamento de Sniper: Ghost Warrior 3 . A CI Games anunciou que a Defiant Studios liderará o desenvolvimento do jogo em 2018 e que reiniciaria o desenvolvimento do jogo do zero. No entanto, a CI Games rescindiu o seu contrato com a Defiant um ano depois, por considerar o seu trabalho no jogo "inadequado". A CI Games fundou então a Hexworks em 2020, liderada por Saul Gascon, produtor executivo, e Cezar Virtosu, diretor criativo, para trabalhar no jogo. Lords of the Fallen foi desenvolvido usando Unreal Engine 5 . O jogo custou US$ 66,2 milhões para desenvolver, comercializar e produzir a edição física.
O jogo foi revelado oficialmente pela CI Games durante a Gamescom 2022 como The Lords of the Fallen . Foi então rebatizado simplesmente como Lords of the Fallen em março de 2023. Virtosu revelou que o jogo já foi chamado de Lords of the Fallen: The Dark Crusade, embora o estúdio tenha abandonado esse nome por não refletir o status do jogo como uma reinicialização da série. A Hexworks tinha grandes ambições para o jogo, com Virtosu acrescentando que o estúdio se propôs a ser "a segunda referência [depois da FromSoftware]" para o gênero Soulsborne ao fazer "Dark Souls 4.5". Foi lançado para PlayStation 5, Windows e Xbox Series X/S em 13 de outubro de 2023.

## Recepção
Lords of the Fallen recebeu críticas “geralmente favoráveis” dos críticos para a versão para PC, enquanto a versão PS5 recebeu críticas “mistas ou médias”, de acordo com o site agregador de análises Metacritic .
O revisor do GamesRadar não vê "nenhum personagem identificável para se prender" no jogo, e o mundo do jogo parece para ele estar "preso em algum lugar entre Blasphemous e todas as cartas de mana preta de Magic: The Gathering". Ele escreve que a maior força do jogo é provavelmente o combate e que é uma sensação agradável desferir um golpe. O revisor descreve o sistema de dois mundos como "coisa inteligente que é bem implementada". No que diz respeito ao desempenho, o revisor escreveu que "mesmo em um desktop robusto" ele foi forçado a "reduzir os gráficos de forma bastante significativa". Ele resume que as "aspirações claras do jogo de ser Dark Souls 4 podem ter sido um pouco ambiciosas". O crítico da GameStar, por outro lado, sente que a possibilidade de abrir uma janela para o mundo dos mortos por si só já cria "um design de mundo harmonioso".
O crítico da PC Gamer também gosta da ideia da lâmpada usada para cruzar dois mundos, embora sinta que "a Hexworks poderia ter feito mais com o conceito". Ele também escreve que usar a lâmpada não causou problemas de desempenho e que o jogo geralmente funcionou perfeitamente. Ele gosta de efeitos diferentes do uso de armas diferentes. De acordo com o crítico do PC Gamer, o sistema mágico do jogo é "uma melhoria genuína em relação a outros soulslikes em quase todos os aspectos". O revisor afirma que o sistema de combate "brilha nos duelos do jogo contra chefes humanóides". Ele considera as brigas com os chefes justas, mas o resto do jogo é muito difícil.

### Vendas
Lords of the Fallen vendeu mais de um milhão de unidades nos primeiros dez dias desde o lançamento.